# Heatwave
Heatwave est un groupe musical funk et disco américain créé à Londres, qui fut en activité de 1975 à 1984. Leurs principaux succès sont Boogie Nights, Always and Forever et The Groove Line.

## Membres
Les membres du groupe, de différentes nationalités sont :
- Les Américains Johnnie Wilder, Jr. et Keith Wilder (voix)
- L'Anglais Rod Temperton (claviers)
- L'Italien Mario Mantese (basse)
- Le Tchécoslovaque Ernest "Bilbo" Berger (batterie) (†)
- Le Jamaïcain Eric Johns (guitare) et le Britannique Roy Carter (guitares).

## Biographie

### Les débuts
L'histoire du groupe débute en Allemagne au milieu des années 1970 avec les frères Keith et Johnnie Wilder, où ils effectuent leur service militaire. Une fois leurs obligations finis, ils décident d'y rester et commencent à jouer auprès de quelques groupes. Par la suite, ils partent pour l'Angleterre où ils rencontrent Rod Temperton, auteur-compositeur et aussi producteur talentueux à qui on devra notamment le titre Thriller, pour Michael Jackson. Le trio sera rejoint par le Jamaïcain Eric Johns et de l'Anglais Roy Carter à la guitare, du Tchécoslovaque Ernest "Bilbo" Berger à la batterie ainsi que de l'Italien Mario Mantese à la basse.

### Le succès
Le groupe obtient son premier contrat chez GTO Records et en 1976 sort leur premier album de Heatwave  Too Hot to Handle (en), qui reçoit la participation du producteur Barry Blue. Leur premier single, Boogie Nights, obtient un succès en se classant en deuxième position du UK Singles Chart ainsi que du Billboard Hot 100 et sera repris par un bon nombre d'artistes comme les The Weather Girls, KC and the Sunshine Band ou encore la chanteuse anglaise Sonia Evans. Leur nouvel opus, Always and forever, obtient un bon accueil en se plaçant à la 18e position du Billboard Hot 100. La chanson est l'une des premières  composées par Rod Temperton et qui sera par la suite interprétée par de nombreux chanteurs comme Luther Vandross, Diana Ross ou encore Kenny Rogers. Un an après la sortie du single, Temperton décide de quitter le groupe pour devenir un des plus grands auteurs compositeurs de sa génération. Il n'hésitera pourtant pas à collaborer avec les Heatwave, notamment dans la composition de nouveaux titres. En 1978, le groupe revient avec Central heating, qui contient les titres « Put the word out, Send out for sunshine» ou encore le tube The groove line. À la suite de cet album, Johns part de la formation et sera aussitôt remplacé par Billy Jones.

### Malheurs et deuxième vie
Mais toujours en 1978, le groupe connaît son premier drame avec l'agression de Mario Mantese  d'un coup de poignard en plein cœur par un inconnu. Les séquelles de cet accident seront lourdes pour le musicien car après avoir subi une mort clinique pendant quelques minutes, tombera dans un coma avant de se réveiller quelques mois plus tard, paralysé, aveugle et muet. Heatwave sera ainsi complété par Calvin Duke aux claviers, William Jones à la guitare ainsi que Derek Bramble à la basse. L'album Hot property sort en 1979 dont sont extraits Razzle dazzle et Eyeballin' . Malheureusement, Johnnie Wilder, Jr. sera victime d'un accident de voiture, qui ne s'en sortira pas indemne et sera paralysé à partir du cou, le contraignant à céder sa place dans le groupe sans pour autant le quitter. En 1980, Heatwave sort un nouvel opus, Candles avec la participation d'un nouveau vocal, J.D. Nicholas, durant les concerts étant donné que Johnnie Wilder, Jr. peut assurer les enregistrements en studio. Trois titres ont ainsi été édités en singles à savoir Gangsters of the groove, Jitterbuggin  et Where did I go wrong. L'album Current  sort en 1982 avec des titres tels Lettin' it loose, Look after love  et Mind what you find. Après Current, le groupe se disperse et le tandem des frères Keith et Johnnie Wilder sortent de leur côté un album de gospel. Il faudra attendre 1991 pour que le groupe se reforme et refasse parler d'eux  avec la sortie de Mind blowing decisions. Par la suite, Heatwave connaît une deuxième vie avec l'initiative de Keith Wilder et la complicité de Ernest Berger à la batterie, Kevin Sutherland et Byron Byrd aux claviers, Dave Williamson à la basse ainsi que de Bill Jones à la guitare. Mais la mort de Johnnie Wilder dans son sommeil le 13 mai 2006 à Dayton, Ohio sonne la fin du groupe.  
Le 5 octobre 2016, la mort de Temperton a été annoncée après ce qui a été décrit par son éditeur de musique comme « une brève bataille agressive contre le cancer ». Temperton était décédé à l'âge de 66 ans à Londres la semaine précédente et ses funérailles avaient déjà eu lieu. La date exacte de son décès n'a pas été annoncée. 
Keith Wilder (né Keith Edward Wilder le 20 décembre 1951 à Dayton, Ohio) est décédé le 29 octobre 2017, à l'âge de 65 ans.
Le claviériste Ernest « Bilbo » Berger est décédé des suites d'un arrêt cardiaque le 1er mars 2024, à l'âge de 73 ans.

## Discographie

### Albums studio
| Année                                                       | Album                               | Charts | Charts | Charts | US certifications | Label     |
| Année                                                       | Album                               | US Pop | US R&B | UK Pop | US certifications | Label     |
| ----------------------------------------------------------- | ----------------------------------- | ------ | ------ | ------ | ----------------- | --------- |
| 1977                                                        | Too Hot to Handle Too Hot to Handle | 11     | 5      | 46     | Platine           | Epic      |
| 1978                                                        | Central Heating                     | 10     | 2      | 26     | Platine           | Epic      |
| 1979                                                        | Hot Property Hot Property           | 38     | 16     | —      | Or                | Epic      |
| 1980                                                        | Candles                             | 71     | 24     | 29     | —                 | Epic      |
| 1982                                                        | Current                             | 156    | 21     | —      | —                 | Epic      |
| 1988                                                        | The Fire (en)                       | —      | —      | —      | —                 | Soul City |
| "—" signifie que l'album ne fut pas classé dans les charts. |                                     |        |        |        |                   |           |

### Albums deremix
| Année                                                       | Album                              | Chart  | Chart  | Chart  | Label   |
| Année                                                       | Album                              | US Pop | US R&B | UK Pop | Label   |
| ----------------------------------------------------------- | ---------------------------------- | ------ | ------ | ------ | ------- |
| 1991                                                        | Gangsters of the Groove - '90s Mix | —      | —      | 56     | Telstar |
| "—" signifie que l'album ne fut pas classé dans les charts. |                                    |        |        |        |         |

### Compilations
| Année                                                       | Album                                  | Charts | Charts | Charts | Label  |
| Année                                                       | Album                                  | US Pop | US R&B | UK Pop | Label  |
| ----------------------------------------------------------- | -------------------------------------- | ------ | ------ | ------ | ------ |
| 1988                                                        | Heatwave's Greatest Hits               | —      | —      | —      | Epic   |
| 1996                                                        | The Best of Heatwave: Always & Forever | —      | —      | —      | Legacy |
| "—" signifie que l'album ne fut pas classé dans les charts. |                                        |        |        |        |        |

### Singles
| Année                                                         | Single                                          | Chart  | Chart  | Chart    | Chart  |
| Année                                                         | Single                                          | US Pop | US R&B | US Dance | UK Pop |
| ------------------------------------------------------------- | ----------------------------------------------- | ------ | ------ | -------- | ------ |
| 1977                                                          | Boggie Nights                                   | 2      | 5      | 36       | 2      |
| 1977                                                          | Too Hot to Handle (A-side)                      | —      | —      | —        | 15     |
| 1977                                                          | Slip Your Disc to This (B-side)                 | —      | —      | —        | 15     |
| 1977                                                          | Always and Forever (A-side)                     | 18     | 2      | —        | 9      |
| 1978                                                          | Mind Blowing Decisions ('78 remix) (B-side)     | —      | —      | —        | 9      |
| 1978                                                          | The Groove Line                                 | 7      | 3      | —        | 12     |
| 1978                                                          | Mind Blowing Decisions (original version)       | —      | 49     | —        | 12     |
| 1979                                                          | Eyeballin'                                      | —      | 30     | —        | —      |
| 1979                                                          | Razzle Dazzle                                   | —      | —      | —        | 43     |
| 1980                                                          | Gangsters of the Groove                         | 110    | 21     | 74       | 19     |
| 1981                                                          | Where Did I Go Wrong                            | —      | 74     | —        | —      |
| 1981                                                          | Jitterbuggin'                                   | —      | —      | —        | 34     |
| 1982                                                          | Lettin' It Loose                                | —      | 54     | —        | —      |
| 1990                                                          | Mind Blowing Decisions ('90 remix)              | —      | —      | —        | 65     |
| 1990                                                          | Feel Like Makin' Love (featuring Jocelyn Brown) | —      | —      | —        | 90     |
| "—" signifie que le single ne fut pas classé dans les charts. |                                                 |        |        |          |        |